# Jean Danneberg
Jean Danneberg, född den 8 november 2022 i Darmstadt, är en tysk landhockeyspelare.

## Karriär
Jean Danneberg ingick i det tyska landhockeylaget som tog silver vid OS 2024.